# Brevipalpus phoenicis
Brevipalpus phoenicis är en spindeldjursart som först beskrevs av Dirk Cornelis Geijskes 1939.  Brevipalpus phoenicis ingår i släktet Brevipalpus och familjen Tenuipalpidae. Inga underarter finns listade.